# Halim El-Dabh
Halim Abdul Messieh El-Dabh (arabsky حليم عبد المسيح الضبع‎; 4. března 1921 – 2. září 2017) byl egyptský hudební skladatel, klavírista a etnomuzikolog.
Narodil se v Káhiře a studoval agrotechniku na Univerzitě krále Fuada I. Neformálně rovněž studoval hudbu. Již počátkem čtyřicátých let experimentoval s elektronickou hudbou, mimo jiné se zabýval manipulacemi s drátovými záznamy. V roce 1950 odešel v rámci Fulbrightova programu do Spojených států amerických, kde studoval u Aarona Coplanda, Luigiho Dallapiccoly, Ernsta Křenka a dalších. V roce 1961 získal americké státní občanství.
Ve svém díle se často nechal inspirovat staroegyptskými tématy. Složil také skladbu inspirovanou starým arabským příběhem Lejli a Medžnun. Je autorem hudby ke čtyřem baletům Marthy Grahamové. Jako pedagog působil na Addisabebské univerzitě v Etiopii, Howardově univerzitě ve Washingtonu, D.C. a Kentské státní univerzitě v Ohiu. Je dvojnásobným nositelem Guggenheimova stipendia, držitelem dvou čestných doktorátů (Kentská státní univerzita, Novoanglická konzervatoř) a dalších ocenění. Je autorem opery Opera Flies o masakru na Kentské univerzitě, ke kterému došlo nedlouho poté, co tam sám začal vyučovat.
Zemřel v Kentu v Ohiu ve věku 96 let.